# 香港思覺失調學會
香港思覺失調學會（Hong Kong Early Psychosis Intervention Society，EPISO）是一個由一群熱心於思覺失調服務的資深專業人士、學者及社會人士組成的一個組織，於2007年成立，2009年成為註冊慈善機構。學會透過研究及臨床經驗，推廣高質素的思覺失調服務、專業培訓，及健康教育等活動。